# Saag

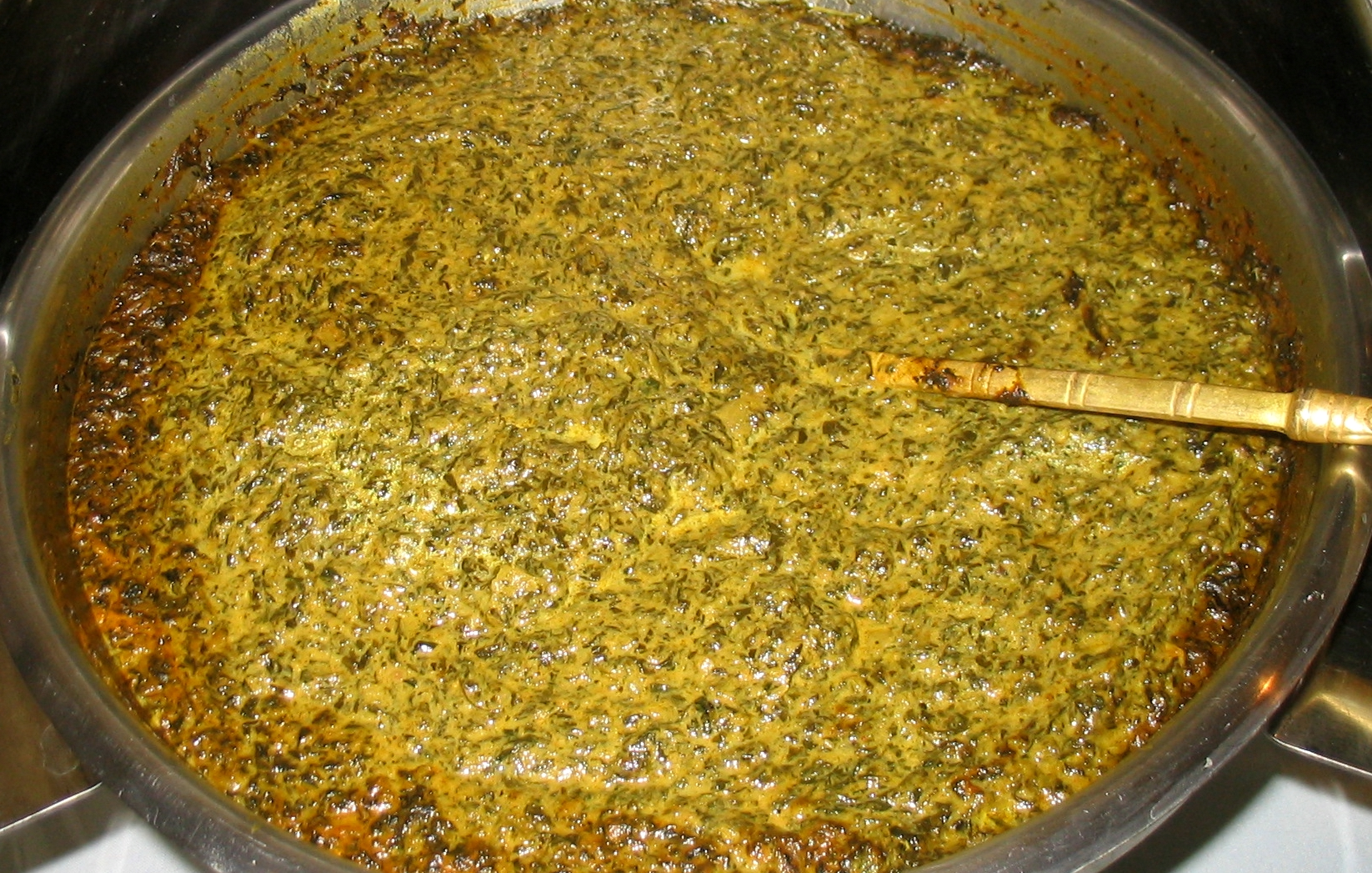
Un saag

El saag es un plato basado en curry que se suele comer en el este de la India y en Pakistán, acompañado de un pan denominado roti o naan. El saag puede ser elaborado de espinacas, hojas de mostaza u otras hojas de vegetales, así como especias como ingredientes. El saag es un plato que suele venir de la región del Punyab. El saag gosht es una versión del plato preparado con carne de cordeo y espinacas. El cordero es cocinado en un tandoor antes de ser marinado con otros ingredientes.
- Datos: Q2748359
- Multimedia: Saag / Q2748359